# Ghislaine Ottenheimer
 (décembre 2015).
Si vous disposez d'ouvrages ou d'articles de référence ou si vous connaissez des sites web de qualité traitant du thème abordé ici, merci de compléter l'article en donnant les références utiles à sa vérifiabilité et en les liant à la section « Notes et références ».
Pour les articles homonymes, voir Ottenheimer.
Ghislaine Ottenheimer est le nom de convenance d'une journaliste d'investigation française née Ottenheimer de Gail le 21 mai 1951 à Paris.
Elle est rédactrice en chef à Challenges depuis 2008.

## Biographie
Diplômée de l'Institut d'études politiques de Paris (1974), licenciée en droit, Ghislaine Ottenheimer a notamment été directrice de la rédaction de la radio BFM, rédactrice en chef adjointe de L'Express, rédactrice en chef de France-Soir, grand reporter au Quotidien de Paris, présentatrice du 19/20 sur FR3, journaliste politique au Nouvel Économiste, chroniqueuse à la revue L'Esprit libre (1996). Elle a été lauréate de la Niemann Foundation for journalism (Harvard) en 1983. Elle est l'auteur de nombreux ouvrages politiques. 
Responsable d'une chronique politique à Challenges depuis 2007, elle est devenue rédactrice en chef de cet hebdomadaire économique début juillet 2008. Elle intervient régulièrement dans On refait le monde, une émission quotidienne de débat présentée par Nicolas Poincaré, reprise en septembre 2009 par Christophe Hondelatte, diffusée sur RTL. Le 9 mai 2009, elle remplace au pied levé Éric Zemmour comme chroniqueuse de l'émission On n'est pas couché de Laurent Ruquier sur France 2. Elle est depuis plusieurs années une intervenante régulière de l'émission C dans l'air sur France 5.
En novembre 2011, elle critique violemment la déclaration de candidature présidentielle de Jean-Pierre Chevènement, lui reprochant son âge notamment, et conclut sa chronique par un virulent « On a envie de lui dire « casse-toi et ferme ta gueule ! » ». Plusieurs médias (Le Petit Journal, Atlantico) s'interrogent sur la radicalité franche de ses propos.

### Vie personnelle
Mariée au lobbyiste Thierry Lefébure de 1986 jusqu’à la mort de celui-ci le 13 août 2009, elle a deux filles de lui et vit à Paris.

### Poursuites judiciaires
Le 5 juin 2003, à la suite d'une plainte, Ghislaine Ottenheimer, Renaud Lecadre et leur éditeur sont condamnés par La cour d'appel de Paris à payer solidairement cinq mille euros de dommages-intérêts pour diffamation envers Claude Charbonniaud, grand maître de la Grande loge nationale de France (GLNF) et président de la chambre régionale des comptes de Provence-Alpes-Côte d'Azur.
Le 1er juin 2010, elle est condamnée avec son co-auteur un ancien dirigeant d'une filiale de Rhodia, pour avoir dans deux passages de L'Affaire, l'histoire du plus grand scandale financier français diffamé un membre de l'Autorité des marchés financiers.

## Publications
- Les Deux Nicolas, la machine Balladur (sur Nicolas Sarkozy et Nicolas Bazire), Paris, Plon, 1994,  (ISBN 9782259181150).
- L'Impossible Victoire, Paris, Robert Laffont, 1995,  (ISBN 978-2221081341). Prix Démocratie.
- Le Fiasco, Paris, Albin Michel, 1996,  (ISBN 978-2226086709).
- Deux femmes au royaume des hommes, Paris, Hachette littérature, 1998.
- Le Guide du petit Chamoniard, Le Petit Chamoniard, 2000,   (ISBN 978-2951512504).
- Les Frères invisibles avec Renaud Lecadre (La Franc-maçonnerie en France), Paris, Albin Michel, 2001,  (ISBN 978-2226125798)[6]
- Les Intouchables. Grandeur et décadence d'une caste : l'Inspection des Finances, Paris, Albin Michel, 2004. Prix spécial du livre des dirigeants,  (ISBN 978-2226151186).
- Nos vaches sacrées, Paris, Albin Michel, 2006,  (ISBN 978-2226159892).
- Le sacre de Nicolas: petits et grands secrets d'une victoire, Paris, Le Seuil, 2007,  (ISBN 978-2-02-094508-0).
- Venez donc passer quelques jours chez nous..., Paris, Albin Michel, 2008,  (ISBN 978-2-226-18397-2).
- Poison présidentiel, Paris, Albin Michel, 2015  (ISBN 9782226312792).